# Chlorek radu
Chlorek radu, RaCl2 – nieorganiczny związek chemiczny z grupy chlorków, sól kwasu solnego i radu. Jest pierwszym, otrzymanym w czystej postaci, związkiem radu. Pierwszą próbkę radu otrzymali Maria Skłodowska-Curie i André-Louisem Debierne w wyniku elektrolizy tego chlorku na katodzie rtęciowej. Jest silnie trujący.

## Otrzymywanie
Chlorek radu krystalizuje z roztworu w postaci dihydratu. Może zostać odwodniony poprzez ogrzewanie w temperaturze 100 °C przez godzinę na powietrzu, a potem jeszcze przez pięć i pół godziny w 520 °C w atmosferze argonu.
Można go otrzymać przez przepuszczenie suchego chlorowodoru nad podgrzewanym bromkiem radu lub przez przepuszczenie tego samego gazu nad odwodnionym siarczanem radu.

## Właściwości
Chlorek radu jest bezbarwną substancją krystaliczną, która wykazuje niebieskozieloną luminescencję, szczególnie podczas ogrzewania. Przechowywany przez dłuższy czas żółknie, a jeśli jest zanieczyszczony jonami baru, przybiera różowy kolor. W porównaniu do innych chlorków metali ziem alkalicznych słabiej rozpuszcza się w wodzie (w temperaturze 20 °C rozpuszcza się 245 g na litr rozpuszczalnika).

## Zastosowanie
Jest używany w początkowych etapach oddzielania radu od baru podczas ekstrakcji z blendy smolistej. W medycynie jest wykorzystywany do produkcji radonu stosowanego do leczenia nowotworów.